# Pachastrella isorrhopa
Pachastrella isorrhopa är en svampdjursart som beskrevs av James Barrie Kirkpatrick 1902. Pachastrella isorrhopa ingår i släktet Pachastrella och familjen Pachastrellidae.
Artens utbredningsområde är havet utanför Sydafrika. Inga underarter finns listade i Catalogue of Life.